# Měsíčkové z Výškova

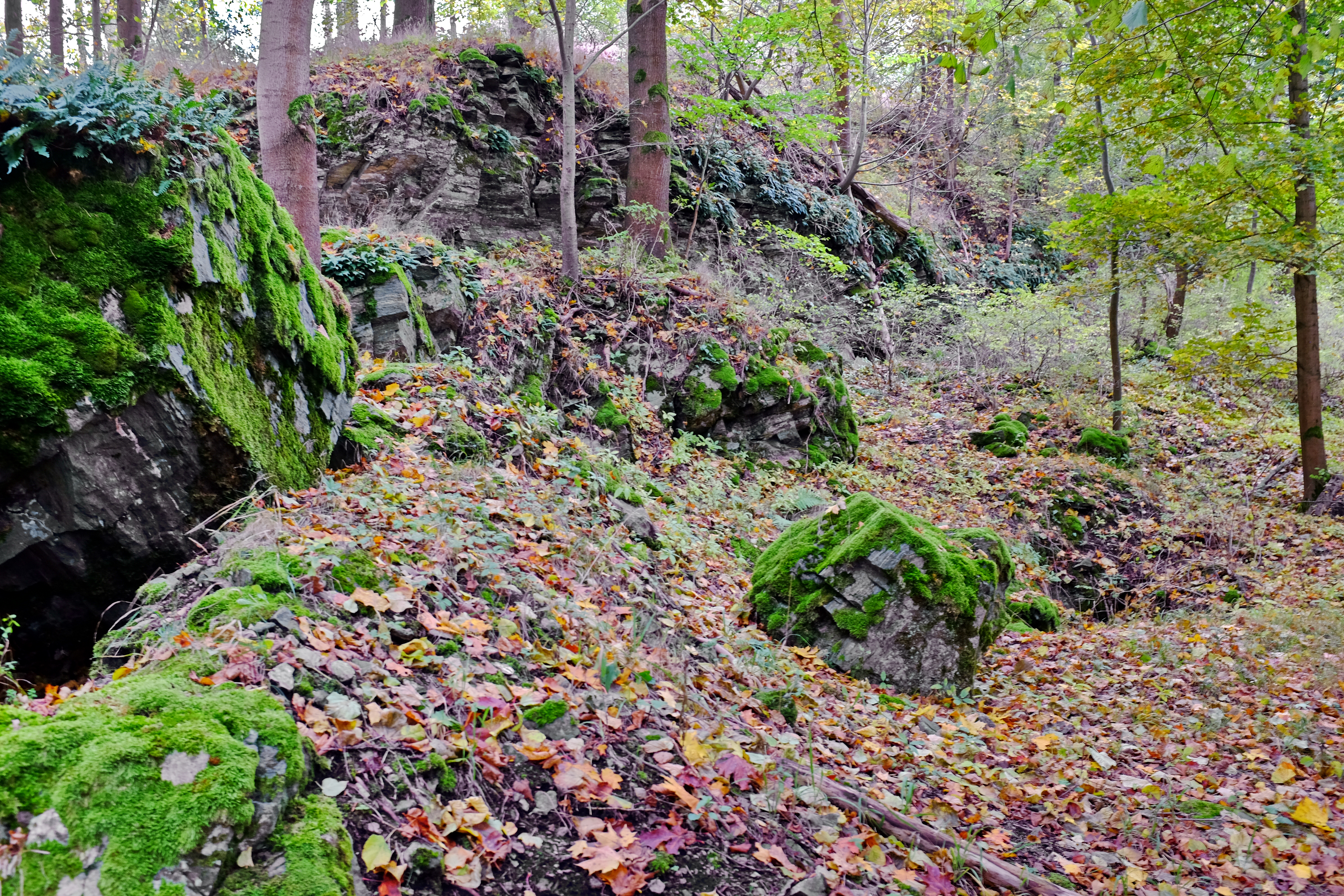
Zřícenina hradu Výškov

Měsíčkové z Výškova byl český šlechtický rod, jehož přídomek je odvozen podle hradu a vsi Výškov, které Měsíčkové vlastnili už ve 13. století. V době pobělohorské se rod rozdělil, někteří jeho členové odešli do exilu; tam asimilovali a nazývali se Miesitschek von Wischkau.

## Erb
Měsíčkové z Výškova měli v erbu vlčí hlavu, která byla rovněž na přilbici. Erb příbuzných pánů z Volfštejna byl stejný, rovněž jejich hrady měly podobné půdorysy i stáří.

## Členové rodu

### V Čechách
Čeští příslušníci rodu byli kromě Výškova držiteli farní vsi Dolany s tvrzí (1492–1631), v letech 1569–1670 jim patřila ves Malechov, v roce 1626 vlastnili Ujčín s tvrzí a v roce 1680 jim patřila Vlásenice. Na konci 17. století se zprávy o českém, nejen konfiskacemi zchudlém, rodu ztrácejí.
- V letech 1237–1251 obývali Výškov bratři Výšek a Vyšemír.[3]
- V roce 1415 přidal Racek z Výškova svou pečeť na Stížný list proti upálení Mistra Jana Husa.

- Jan Měsíček v Výškova († 1602), úředník na Dolanech. Byl rváč a kvůli dluhům přišel o zděděný podíl na Dolanech.[1]

- „Bořivoj Měsíček z Výškova na Dolanech a Malechově“ byl v letech 1629–1634 písařem menších desek zemských. V roce 1623 za účast ve stavovském povstání propadl k manství, ale protože byl příliš zadlužen k propadnutí majetku nedošlo a v roce 1631 byly Dolany prodány. Byl dvakrát ženatý, s první manželkou Dorotou Fremutovou ze Stropčic vyženil Běhařov, o který rovněž v roce 1631 přišel. Jeho druhá manželka byla Marie Karyková z Řezna. Měl syny Zikmunda a Jetřicha.[5]

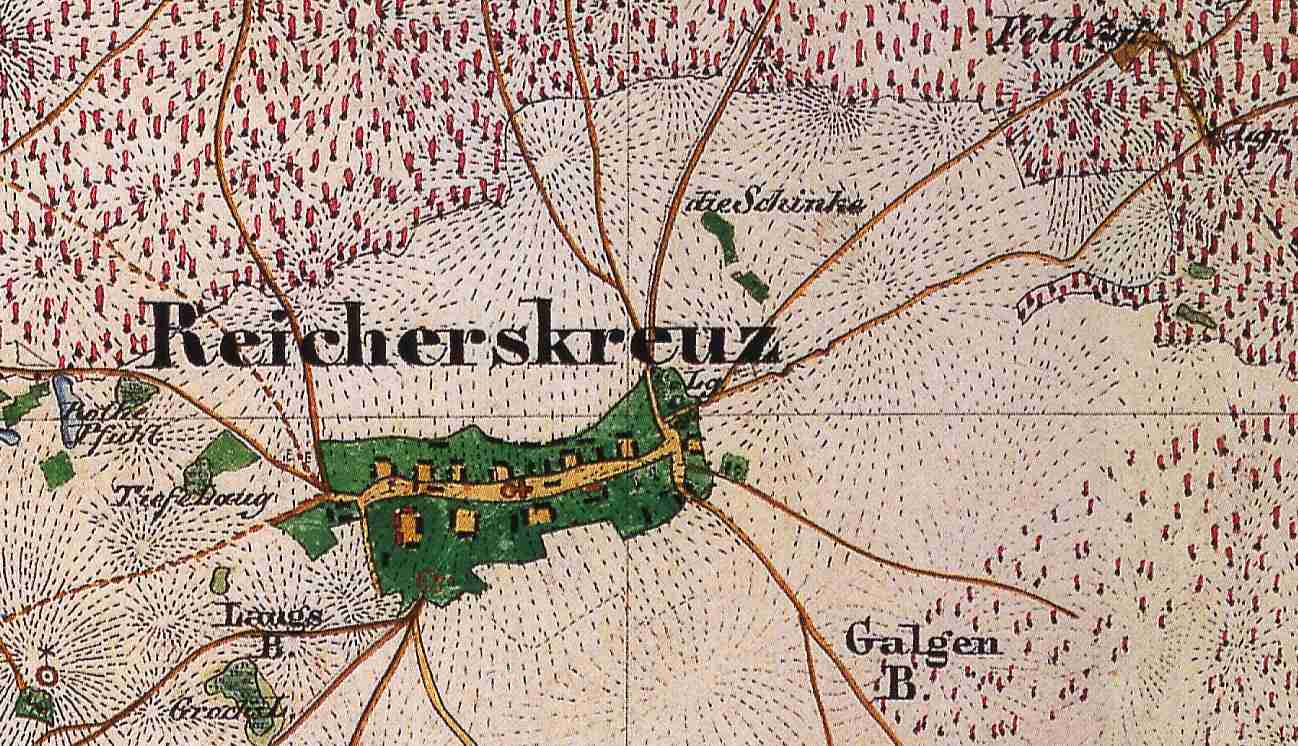
Pruská mapa z roku 1844. Autor: Miesitschek von Wischkau

### V Německu
Němečtí příslušníci rodu Miesitschek von Wischkau byli vzdělaní, majetní, působili v armádě nebo ve státní správě, kde dosahovali vysokého postavení. Potomci tohoto rodu žijí i v 21. století.
- Prvním exulantem byl přívrženec ultrakvismu a luterán Radslav (Raczko), který se usadil v Braniborsku. Během třicetileté války sloužil ve švédské armádě, pod jeho velením byla dne 23. července 1639 dobyta a vyloupena ves Slivice. Na slivickém hřbitově byli pohřbeni i někteří příslušníci rodu Měsíčků.[9]

- Gottlieb Sigismund Karl Miesitschek von Wischkau (1745 –1810 Berlín), generálmajor
- Na hradčanském vojenském hřbitově byl v roce 1866 pohřben plukovník pruské armády „Miesitschek z Výškova, potomek českobratrských (sic) exulantů“,[10] který zemřel při pruské okupaci Prahy. V letech 1905–1906 byly jeho ostatky i cenný náhrobek přeneseny zřejmě na Vojenský hřbitov ve Štěrboholích. Štěrboholský hřbitov byl na konci druhé světové války zcela zničen.[10]
- Karl Miesitschek von Wischkau (1859–1937 Lehnice) zastával vysoké funkce, působil např. jako ministr knížectví Lippe či vrchní vládní rada vládního obvodu Düsseldorf.[11][12]